# Xã Scott, Quận Holt, Nebraska
Xã Scott (tiếng Anh: Scott Township) là một xã thuộc quận Holt, tiểu bang Nebraska, Hoa Kỳ. Năm 2010, dân số của xã này là 38 người.